# Erzbistum Maribor
Das 2006 eingerichtete Erzbistum Maribor (lat.: Archidioecesis Mariborensis, slow.: Nadškofija Maribor) der römisch-katholischen Kirche in Slowenien ist eine der beiden Erzdiözesen Sloweniens. Hervorgegangen ist das Erzbistum aus dem ursprünglich im Kärntner Lavanttal gelegenen Salzburger Eigenbistum Lavant. 

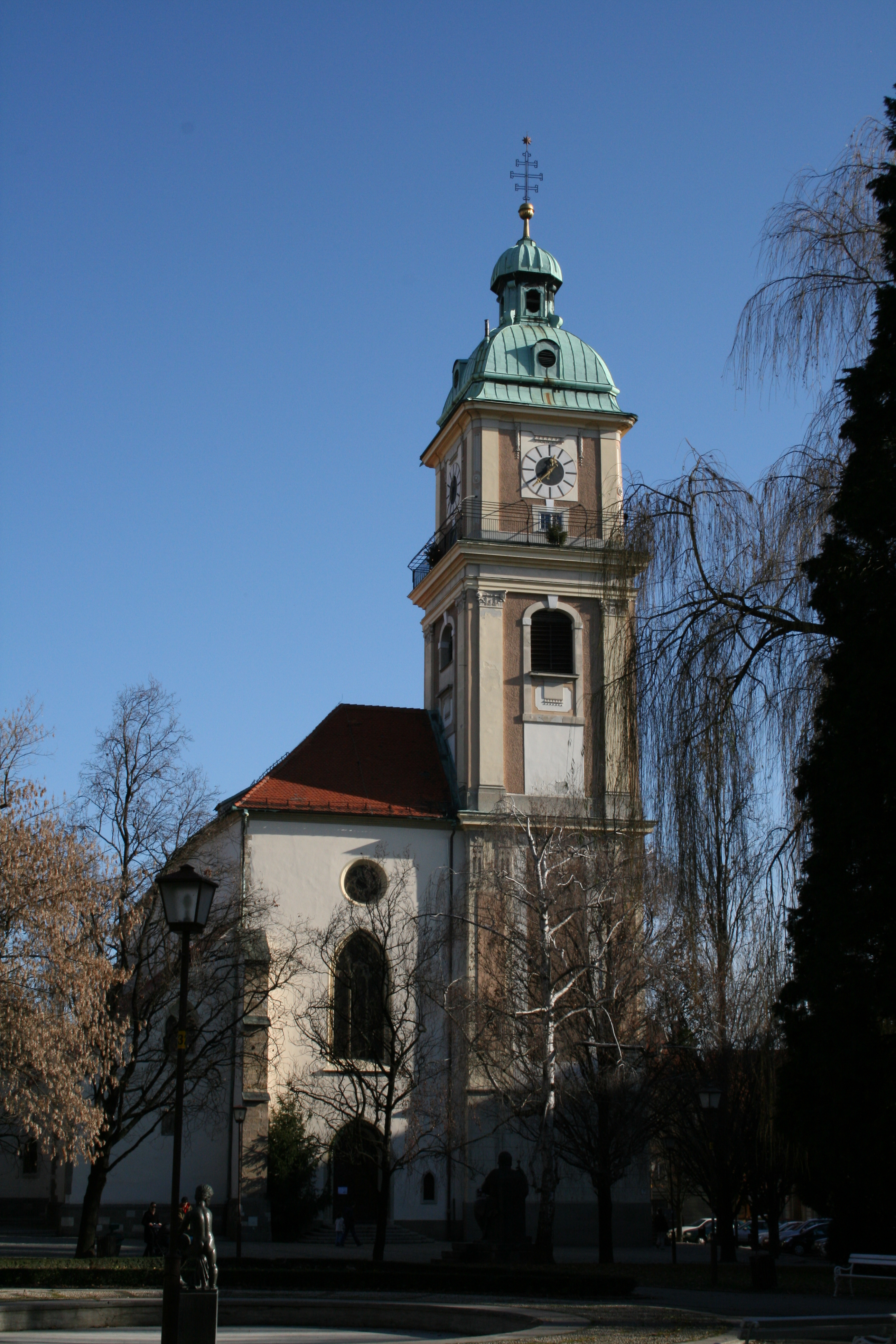
Kathedrale zu Maribor

## Geschichte
Hervorgegangen ist das Erzbistum aus dem ursprünglich im Kärntner Lavanttal gelegenen Salzburger Suffraganbistum Lavant, das zunächst das Gebiet um St. Andrä im Lavanttal umfasste.
1859 wurde der Bischofssitz nach Maribor (Marburg an der Drau) verlegt: Um das langgestreckte Diözesangebiet der früheren Diözese Lavant besser verwalten zu können, wurden 1859 deren Kärntner Pfarren an die Diözese Gurk abgetreten, dafür kam der Kreis um Marburg zum Diözesangebiet von Lavant. Marburg wurde unter dem bedeutenden Bischof Anton Martin Slomšek der neue Bischofssitz. Wegen ihrer Lage im Königreich der Serben, Kroaten und Slowenen, dem späteren Jugoslawien, wurde die Diözese Lavant am 1. Mai 1924 aus der Kirchenprovinz Salzburg herausgelöst. Bis 1923 wurden die Bischöfe dieser Diözese, die ab 1446 ständig den Reichsfürstentitel Fürstbischof führten, vom Salzburger Erzbischof vorgeschlagen und geweiht. Der Gebrauch des Titels Fürstbischof sowie die Verwendung der damit verbundenen weltlichen Würdenzeichen (wie Fürstenhut und -mantel) wurde 1951 durch Papst Pius XII. auch formell abgeschafft.
Am 5. März 1962 wurde die Diözese von Lavant(ina) in Maribor(ensis) umbenannt und am 22. November 1968 der Erzdiözese Ljubljana als Suffragan unterstellt. Am 7. April 2006 errichtete Papst Benedikt XVI. mit der Apostolischen Konstitution Sacrorum Antistites die Kirchenprovinz Maribor und erhob das Bistum Maribor zum Erzbistum und Sitz des Metropoliten; die neu gegründeten Bistümer Celje und Murska Sobota wurden dem Erzbistum Maribor als Suffragandiözesen unterstellt.
Im März 2018 wurden Alterzbischof Franc Kramberger und der frühere Diözesanökonom Mirko Krašovec wegen Untreue im Rahmen riskanter Aktiengeschäfte von der slowenischen Staatsanwaltschaft angeklagt. Kramberger, neben dem drei weitere Männer angeklagt wurden, bestritt eine direkte Tatbeteiligung. Das Verfahren endete mit einem Freispruch.
Zusammen mit den Suffraganbistümern Celje und Murska Sobota bildet das Erzbistum die Kirchenprovinz Maribor.

## Bischöfe und Erzbischöfe der Diözese Maribor inkl. deren Vorgänger in der Diözese Lavant am Sitz in Maribor
- 1846–1862 Anton Martin Slomšek, bis 1859 noch mit Sitz in St. Andrä im Lavanttal, danach mit Sitz in Maribor, die Diözese wurde aber nicht umbenannt, er blieb formal Bischof der Diözese Lavant.
- 1863–1889 Jakob Ignaz Maximilian Stepischnegg, noch als Bischof von Lavant mit Sitz in Maribor
- 1889–1922 Mihael Napotnik, noch als Bischof von Lavant mit Sitz in Maribor
- 1923–1933 Andrej Karlin, noch als Bischof von Lavant mit Sitz in Maribor
- 1933–1949 Ivan Jožef Tomažič, noch als Bischof von Lavant mit Sitz in Maribor
- 1949–1978 Maksimilijan Držečnik, bis 1960 als Administrator (die Diözese Lavant/Maribor hatte davor längere Zeit keine Bischöfe), ab 1960 noch Bischof von Lavant, dann ab 1962 erster Bischof von Maribor
- 1978–1980 als Administrator und Kapitularvikar Vekoslav Grmič
- 1980–2011 Franc Kramberger, ab 7. April 2006 Erzbischof von Maribor
- 2009–2011 als Koadjutorerzbischof für Bischof Kramberger: Anton Stres, danach Bischof von Celje
- 2009–2013 Marjan Turnšek als Koadjutorerzbischof, danach 2011–2013 Erzbischof von Maribor
- seit 2015 Alojzij Cvikl

### Weihbischöfe
- 1963–2009 Jožef Smej, emeritiert
- 1968–1980 Vekoslav Grmič, Kapitularvikar (1978–1980), emeritiert
- 2000–2006 Anton Stres, danach Bischof von Celje – Koadjutorerzbischof (2009)
- 2006–2009 Peter Štumpf, danach Bischof von Murska Sobota
- 2009–2011 Marjan Turnšek als Koadjutorerzbischof, danach Erzbischof von Maribor

## Wirtschaftliche Aktivitäten
Ende 2007 wurde bekannt, dass das Bistum riskante privatwirtschaftliche Aktivitäten in größerem Umfang betrieb. Das Bistum suchte damals bei der Vatikanbank zwei Kredite in Höhe von jeweils fünf Millionen Euro an. Auf Forderung des Apostolischen Nuntius in Slowenien entsandte der Vatikan zur Aufklärung der Vorgänge daraufhin den Bilanzexperten Gianluca Pirredda als Apostolischen Visitator nach Maribor. Im Januar 2008 veräußerte das Erzbistum seinen Mehrheitsanteil am Telekommunikationsunternehmen T-2 doo, da ein TV-Sender von T2 auch pornografische Sendungen ausstrahlte.
2011 wurde bekannt, dass die beiden Investmentgesellschaften Zvon Ena Holding und Zvon Dva Holding, an denen das Erzbistum Mehrheitseigentümer ist, insolvent geworden waren. Zvon Ena hielt beispielsweise sechs Prozent der Anteile an der Adria Airways.
Die desolate finanzielle Situation des Erzbistums Maribor führte am 31. Juli 2013 zum gleichzeitigen Rücktritt der beiden slowenischen Erzbischöfe Anton Stres von Ljubljana und Marjan Turnšek von Maribor. Damit sollte ein Neuanfang für die Kirche in Slowenien ermöglicht werden.